# 小畑惟清
小畑 惟清（おばた これきよ、1883年〈明治16年〉6月2日 - 1962年〈昭和37年〉7月23日）は、日本の医学者（医学博士）、産婦人科医（浜田産科婦人科病院院長）。東京都特別区公安委員、実践女子学園理事長、日本産科婦人科学会会長、東京都医師会会長、日本医師会会長を歴任。

## 経歴
熊本県宇土郡宇土町にて漢方医小畑宗憲の次男として生まれる（長男は夭逝）。宇土尋常小学校卒業後、鶴城学館予科（高等小学科）及び本科（中学科）、さらに熊本市の私立済々黌へ編入。1901年（明治34年）に県立熊本中学校（第二済々黌より改称）、1904年（明治37年）に第五高等学校、1908年（明治41年）12月に東京帝国大学医科大学を卒業。大学同期に近衛文麿・東條英機内閣で大臣を務めた橋田邦彦・小泉親彦がいた。
1909年（明治42年）1月より、同郷の元東京帝大教授浜田玄達が経営する浜田産科婦人科病院（通称浜田病院）の医員として勤務。1910年（明治43年）8月に結婚、同年10月に敦賀を経てシベリア鉄道で帝政ドイツへ留学し、ギーセン大学医学部婦人科のフランケ教授（Otto von Franqué）、ベルリンのシャリテー婦人科ローベルト・マイヤー教授（Robert Meyer）に師事。1912年（大正元年）末にインド洋航路で帰国、 1913年（大正2年）1月より浜田病院第二副院長に就任した。
1917年（大正6年）5月14日、東京帝大医科大学教授会による審査で主論文「胎児骨盤ノ化骨核（独文）」等が認められ、学位令第2条に基づき医学博士の学位を受領。1918年（大正7年）4月「胎盤毒ノ研究」で東京医学会より優秀論文賞受賞。
1915年（大正4年）2月の浜田玄達没後、第一副院長の辻高俊（のち独立）が院長を務めていたが、浜田家にまつわる不祥事により同家は病院経営から退くこととなり、副院長の小畑が資金を調達して病院の土地建物を買い取り、名誉保存として浜田の名を冠したまま1919年（大正8年）10月1日に院長に就任。1923年（大正12年）9月1日の関東大震災で病院が焼失、救済事業の一環として恩賜財団済生会からの臨時産院設置の提案を受け、同年10月から翌年3月末まで小畑が院長としてバラック建の駿河台臨時産院が病院跡地に仮設された。再び臨時産院を買い取り、1924年（大正13年）4月1日に浜田病院を復興。震災復興事業による区画整理を経て、1927年（昭和2年）1月末に地下一階地上三階建ての病院を新築・竣工。
太平洋戦争時は、1941年（昭和16年）6月より神田区医師会長、1942年（昭和17年）8月より小泉親彦厚生大臣のもと厚生省専門委員（任期2年）を務めた他、1943年（昭和18年）より2年間、東京都医師会特別議員及び日本医師会特別議員に任命され、1945年（昭和20年）4月には日本医師協会（1915年創立）の会頭に就いた。
戦後は、初代東京都知事安井誠一郎の直々の要請により、新設された東京都特別区公安委員に島田孝一早稲田大学総長と桜田武日清紡績社長とともに1948年（昭和24年）2月に被任（再選を経て1952年3月任期満了）。これに先立つ1946年（昭和21年）には、同郷の先輩である財団法人実践女子学園理事長竹内貞三に請われて同財団理事となり、大学部の新設準備と宇野哲人（同じく同郷の先輩）への初代学長就任要請に尽力、竹内理事長死去に伴い、1950年（昭和25年）1月に理事長に選出された。また、1949年（昭和24年）4月に日本婦人科学会（初代会長は浜田玄達）と産科婦人科医学会（京都帝大中心）の廃止・統合により日本産科婦人科学会が発足、小畑は1950年4月に同学会会長に就任した。
1954年（昭和29年）5月に東京都医師会会長、次いで1955年（昭和30年）10月には日本医師会会長に選出され、当時紛糾した医薬分業や新医療費体系、さらに保健医登録と保険医療機関指定の二重指定制度等を盛り込んだ国民健康保険法改正等の諸懸案に取り組んだが、1957年（昭和32年）3月の臨時代議員会において不信任決議を受け辞職した。
1958年（昭和33年）藍綬褒章を受章（岸信介内閣）。熊本県より1961年度（第14回）熊本県近代文化功労者として顕彰された。 
1962年（昭和37年）7月23日死去、79歳没。墓所は多磨霊園。

## 後継
長男大介（1917年生）は、九州帝国大学医学部在学中の1941年（昭和16年）2月に大学施設（山の家）がある大分県九重山にて遭難死（凍死）した。次男英介（1919年生）は武蔵高等学校卒業後、一浪して1941年に東京帝国大学医学部入学。1944年（昭和19年）卒業後、海軍軍医学校戸塚分校で半年間訓練を受け、海軍軍医中尉として内地勤務のまま終戦を迎えた。復員後は東京大学医学部婦人科教室に復学し、1950年に学位取得とともに浜田病院第二副院長に就任、父の死後、院長となり病院を引き継いだ。

## 著書
- 『医学常識 第1巻 婦人病の種々相』東西医学社、1929年
- 編著『産婆学教科書』正常編・異常編、克誠堂書店、1932年
- 『産科の実地経験』克誠堂書店、1934年（中外医学社が1953年復刻）
- 『喜寿 一生の回顧』1959年（自費出版）

## 叙勲
- 1958年（昭和33年） - 藍綬褒章